# Eyach (Enz)
Die Eyach ist ein mitsamt ihrem längeren Oberlauf 18,5 Kilometer langer Fluss im Nordschwarzwald in Baden-Württemberg, der bei Neuenbürg-Eyachbrücke kurz nach der Gemeindegrenze zwischen Höfen und Neuenbürg von links in die Enz mündet. Sie entsteht durch den Zusammenfluss des rechten und längeren Brotenaubachs und des linken Dürreychbachs.

## Namen
Der Name Yach wird erstmals in der Klosterstiftungsurkunde von Herrenalb im Jahre 1148 erwähnt. Namenforscher vermuten, dass sich der Name aus den althochdeutschen Worten Ib bzw. Iw für den Baum Eibe und aha = ach für Wasser zusammensetzt, also Eibenwasser bedeutet. Im örtlichen Dialekt fällt der A-Laut aus und der Name wird einsilbig wie Eich ausgesprochen. Eine Namensverwandtschaft besteht vermutlich mit dem Yachtal bei Elzach im Mittleren Schwarzwald.
Das Bestimmungswort des Brotenaubachs ist die schwäbische Wortform für Breitenau. Der Name des Dürreychbachs, auch die Dürreych genannt, ist durch Zusammenziehung aus Dürre Eyach entstanden.

## Geographie